# William Reeves
Pour les articles homonymes, voir Reeves.
William "Bill" Reeves est un technicien canadien, pionnier dans le domaine du graphisme numérique. Il est surtout connu comme étant le directeur technique, aux côtés de John Lasseter, des premiers films de Pixar Animation Studios, dont les courts métrages Les Aventures d'André et Wally B. (1984) et Luxo Jr. (1986). 
Après avoir obtenu un diplôme de l'université de Toronto, Reeves est engagé par George Lucas dans la division Computer Graphics Group de Industrial Light and Magic. Lors de la vente de cette équipe à Steve Jobs en 1986, Reeves fait partie des premiers employés de Pixar.

## Filmographie
- 1982 : Star Trek 2 : La Colère de Khan, Computer Graphics Artist
- 1983 : Star Wars, épisode VI : Le Retour du Jedi, Computer Graphics
- 1984 : Les Aventures d'André et Wally B., Forest Design And Rendering/Models
- 1985 : Le Secret de la pyramide, Computer Animation
- 1986 : Luxo Jr., Producer/Modeling/Rendering
- 1987 : Red's Dream, Technical Director/Modeling And Animation Software
- 1988 : Tin Toy, Producer/Technical Director/Modeler/Additional Animator
- 1995 : Toy Story, Supervising Technical Director/Modeling/Animation System Development/Renderman Software Development
- 1998 : 1 001 Pattes, Supervising Technical Director
- 2003 : Le Monde de Nemo, Lead Technical Development
- 2007 : Ratatouille, Global Technology Supervisor

## Liens
- « William Reeves » (présentation), sur l'Internet Movie Database